# Abigail Adams
Abigail Adams, född Smith, född 11 november 1744 i Weymouth i Massachusetts i USA, död 28 oktober 1818 i Quincy i Massachusetts, var en amerikansk feminist. Hon var gift med USA:s president John Adams. Därmed var hon USA:s första dam 1797–1801.

## Biografi
Abigail Adams far var pastor i den kongregationalistiska statskyrkan i Massachusetts. Fastän hon inte hade någon formell skolutbildning läste hon mycket mer än de flesta flickor på den tiden och hon väckte sin blivande makes uppmärksamhet främst genom sina intellektuella intressen. De var djupt förälskade då de ingick äktenskap den 25 oktober 1764. Paret fick tre söner och två döttrar; en av döttrarna dog i späd ålder.
Adams beskrivs som klipsk, humoristisk och varmhjärtad, och anses ha varit till stor hjälp i makens karriär och senare även i sonen John Quincy Adams, även han sedermera president. Hon vann berömmelse för egen del genom att vara en duktig brevskrivare med ett livligt politiskt intresse.
Abigail Adams var den första presidenthustru som flyttade in i Vita huset i Washington, D.C., i november 1800. Byggnaden var då inte helt färdig och hon blev omtalad för att hon hängde tvätten på tork framför den öppna spisen i vad som nu är Östra rummet, då ett av de få rum där man kunde få litet värme. Under den korta period innan hennes makes presidentperiod löpte ut (den 3 mars 1801) höll hon den första mottagningen i Vita huset – den ägde rum på nyårsdagen 1801, varvid 135 gäster inbjöds.
Abigail Adams är den första kvinnan i USA:s historia som var hustru till en president och mor till en annan president. Hon avled i familjens hem i Quincy i Massachusetts, i oktober 1818.